# Pieszkowice
Pieszkowice (niem. Petersdorf) – wieś w Polsce położona w województwie dolnośląskim, w powiecie polkowickim, w gminie Polkowice.

## Podział administracyjny
W latach 1975–1998 miejscowość administracyjnie należała do województwa legnickiego.

## Demografia
Według Narodowego Spisu Powszechnego (III 2011 r.) liczyły 62 mieszkańców. Są najmniejszą miejscowością gminy Polkowice.